# Workin
Workin（ワーキン）は、求人情報サイト「Workin.jp」とフリーペーパー「WorkinFree」から成る総合求人メディア。対象エリアは東北・北陸・中国エリアに特化している。

## 概要
1977年に東北・北陸地方で現在のフリーペーパーの元となる求人情報誌を創刊（現在は広済堂ビジネスサポートが発行）。以降、40年以上にわたり地域密着型の求人媒体として発行し続けているため、局所的ではあるが、地域からは一定の認知度を獲得している。
フリーペーパー「WorkinFree」はオールカラー。通勤・通学途中などで立ち寄る機会の多い、駅やコンビニなどに専用ラックを設置している。ペンギンのようなオリジナルキャラクターの名前はワーペン。
求人サイトとフリーペーパーの他にも、地元企業と求職者が直接マッチングできるイベント「Workin就活・転職フェア」や「お仕事相談会」などを定期的に開催している。

## フリーペーパー配布地域
（この節の出典）
東北・北陸を中心に、一部の中国地方を含む9つの県で配布されている。
- 青森版　隔週・火曜日発行
- 秋田版　隔週・火曜日発行
- 岩手版　隔週・火曜日発行
- 山形版　隔週・火曜日発行
- 宮城版　隔週・月曜日発行
- 富山版　隔週・月曜日発行
- 石川・福井版　隔週・月曜日発行
- 広島版　毎週・月曜日発行

## 特徴
Webサイトと紙媒体の2軸でアプローチできることから、ユーザーの性別や年齢による偏りが少ないとされ、読者の年齢層も10代から60代まで幅広い。アルバイトやパートだけでなく正社員、契約社員の募集にも対応している。また、東北、北陸エリアでの転職サポートサービス「Workinエージェント」も展開している。

## コマーシャル
2021年から、松井愛莉をイメージキャラクターに起用。オリジナルキャラクターであるワーペンの着ぐるみに入った状態で、アルバイト面接に向かう様子などを描いたテレビCMを放映している。